# Miami New Times
Il Miami New Times è un periodico pubblicato a Miami (USA) e distribuito ogni giovedì. Serve principalmente l'area di Miami e ha sede nel Wynwood Art District di Miami.

## Panoramica
È stato acquisito da Village Voice Media, allora noto come New Times Media, nel 1987, quando era un quotidiano quindicinale chiamato Wave. Il giornale ha vinto numerosi premi, tra cui un George Polk Award per il servizio sullo scandalo degli steroidi della Major League nel 2014 e il primo posto tra i giornali settimanali nel 2008 di Investigative Reporters and Editors per gli articoli sulla "colonia" di responsabili di reati sessuali della Julia Tuttle Causeway. Nel 2010, il giornale ha attirato l'attenzione internazionale quando ha pubblicato un articolo di Brandon K. Thorp e Penn Bullock che ha rivelato che l'attivista anti-gay George Alan Rekers aveva assunto un prostituto maschio per accompagnarlo in un viaggio in Europa.
Nel settembre 2012, i dirigenti di Village Voice Media Scott Tobias, Christine Brennan e Jeff Mars hanno acquistato i giornali di Village Voice Media e le proprietà web associate dai suoi fondatori e hanno formato Voice Media Group.
Steve Almond è un ex giornalista del Miami New Times. L'ex rapper dei Two Live Crew Luther Campbell è un editorialista del periodico.